# Concerto pour piano no 1 de Beethoven
Pour un article plus général, voir Concerto pour piano.
Pour les articles homonymes, voir Concerto pour piano (homonymie).
Le concerto pour piano no 1 en ut majeur, op. 15, est un concerto pour piano et orchestre du compositeur allemand Ludwig van Beethoven. Premier des cinq concertos pour piano de Ludwig van Beethoven, il a été composé en 1795.
Sa première édition date de mars 1801, chez Mollo, après que Beethoven a réécrit la partie de piano. Il est dédié à Barbara dite Barbette de Keglevics, devenue princesse Odescalchi. Il lui avait déjà dédié la sonate en mi bémol majeur op. 7.
Il reste encore ancré dans la tradition classique mozartienne, cependant Beethoven enrichit l'effectif orchestral en y ajoutant deux clarinettes, deux trompettes et des timbales.
Il comprend trois mouvements dont l'exécution dure généralement un peu plus qu'une demi-heure :
- Allegro con brio, en do majeur, à
- Largo, en la bémol majeur, à
- Rondo. Allegro scherzando, en do majeur, à

Dans le premier mouvement, l'orchestre énonce d'emblée les 3 thèmes et garde le monopole du premier. Beethoven a composé une cadence pour ce mouvement en 1809.
Dans le second, en la bémol majeur, Beethoven est resté dans l'esprit de la variation et de l'improvisation.
Le dernier mouvement est un rondo sonate. Le premier thème en do majeur est exposé directement au piano, selon l'usage. Il possède une grande vitalité, due en partie aux déplacements d'accents rythmiques.